# Kurtalan
Kurtalan là một huyện thuộc tỉnh Siirt, Thổ Nhĩ Kỳ. Huyện có diện tích 817 km² và dân số thời điểm năm 2007 là 55076 người, mật độ 67 người/km².